# مدينة دبي البحرية

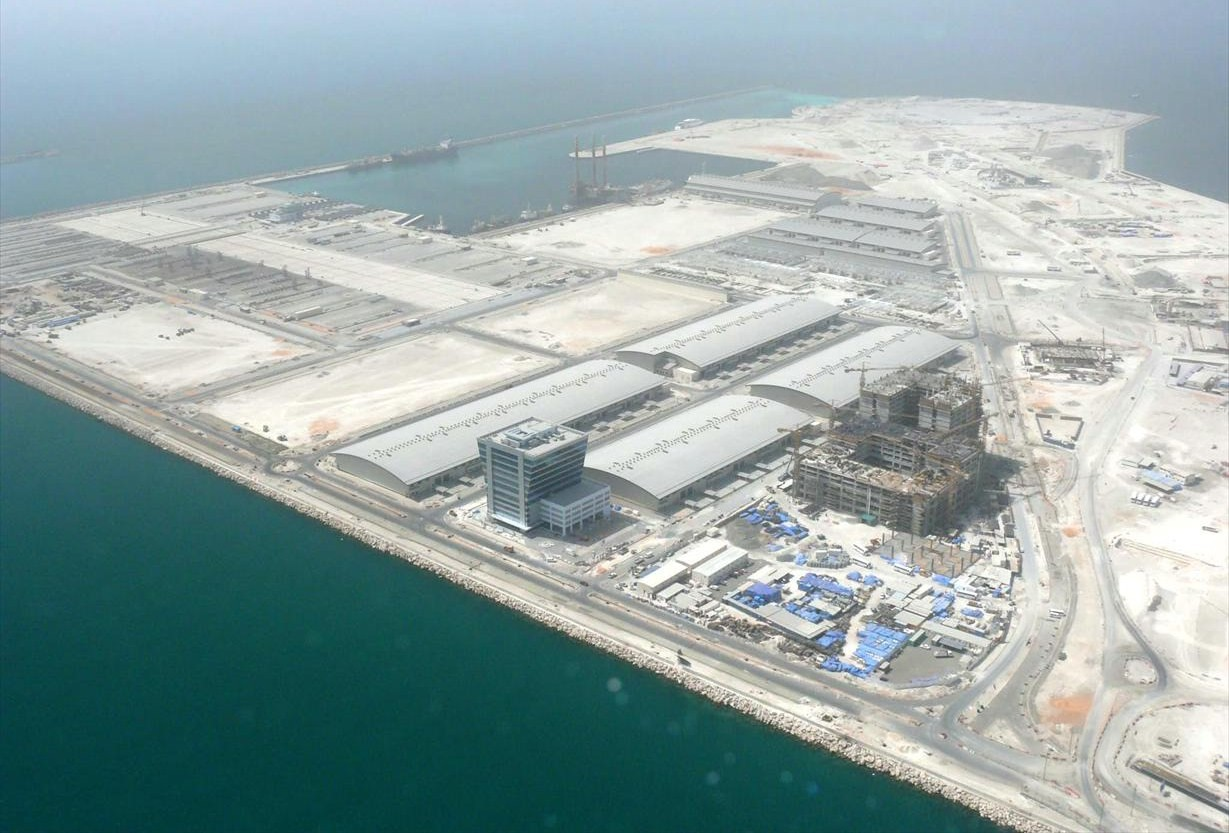
مدينة دبي الملاحية اثناء الإنشاء (2008).

مدينة دبي الملاحية، هي منطقة بحرية متعددة الأغراض ضمن مجموعة شركات موانئ دبي العالمية. كان من المتوقع أن تصبح المدينة البحرية جاهزة للعمل بكامل طاقتها بحلول عام 2012، وبحلول يناير 2021 اكتملت 80% من أعمال البنية التحتية للمرحلة الأولى. وفي فبراير 2022، أُعلن أن موانئ دبي العالمية ستطلق مشروعًا كبيرًا لتطوير البنية التحتية لمدينة دبي الملاحية بتكلفة 140 مليون درهم. يعمل القطاع الصناعي في مدينة دبي الملاحية بكامل طاقته حاليًا، ويضم مجموعة متنوعة من الشركاء التجاريين الذين يعملون من مدينة دبي الملاحية. المنطقة الصناعية نشطة وتتكون من الخدمات البحرية التي تتعامل في المقام الأول مع مصاعد السفن، وأراضي إصلاح السفن، والمستودعات، وورش العمل، بالإضافة إلى مرافق البيع بالتجزئة وصالات العرض.
تُعدّ مدينة دبي الملاحية،مركزاً هاماًعلى الواجهة البحرية تبلغ مساحتها 249 هكتارًا و تعد منطقة المركز البحري محور مدينة دبي الملاحية. تم إنشاء المنطقة كمجمع حضري للشركات، وتتكون من ثمانية واجهات بحرية وثلاث قطع داخلية منظمة حول شارع مركزي.

## خدمات مدينة دبي الملاحية
وتشمل خدمات المدينة مايلي:
- رفع السفن
- الأرصفة المائية
- الأرصفة الجافة
- ساحة لخدمات السفن

## المناطق
- المنطقة الصناعية[7]
- حرم مدينة دبي البحرية
- المركز البحري[8]
- مكاتب المرفأ
- منطقة المارينا ومساكن المرفأ[9]

## التحديثات في مدينة دبي الملاحية
نجحت مدينة دبي الملاحية في إنجاز تحديثات هامة على البنية التحتية الرئيسية، مما يرسخ مكانة دبي الرائدة كمركز بحري عالمي ومن أهمها:.
- تجديد رافعات السفن التابعة للمدينة وتزويدها برافعات سفن مطوّرة بقدرة 6000 طن و3000 طن
- زيادة القدرة الاستيعابية السنوية لتصل إلى 1000 سفينة،
- دعم مشاريع بناء وإصلاح السفن المعقدة
- توفر محطات طاقة متطورة وإمدادات طاقة شاطئية. بهدف تزويد السفن الراسية بالطاقة من مصادر صديقة للبيئة انسجاماً مع أهداف الاستدامة في دبي.
- وقّعت مدينة دبي الملاحية اتفاقية إنشاء لأربع مجموعات من حاملات السفن،
- تم تزويد المدينة بمجموعتين من حاملات السفن،مصممتين لاستيعاب سفن يصل وزنها إلى 6,000 طن وبطول 140 متر.
- وقعت المدينة اتفاقية خدمة إدارة الصيانة لمرافق رفع ونقل السفن
- دعم مشروع تجديد الهياكل البحرية الفولاذية وغيرها من المكوّنات الرئيسية، لزيادة عمر الهياكل 15 عاماً إضافية.